# Trochocercus bivittatus
Trochocercus bivittatus är en fågelart i familjen monarker inom ordningen tättingar. Den betraktas oftast som en underart av vitvingad monark (Trochocercus cyanomelas), men urskiljs sedan 2016 som egen art av IUCN och BirdLife International. Den kategoriseras av IUCN som livskraftig.
Fågeln delas in i tre underarter med följande utbredning:
- T. b. vivax – västra Uganda, Rwanda, Burundi, nordvästra Tanzania, sydöstra Demokratiska republiken Kongo (Shaba) och närliggande norra och västra Zambia; möjligen även denna underart i sydvästra Kenya
- T. b. bivittatus – centrala och östra Kenya, södra Somalia och till östra Tanzania, inklusive Zanzibar
- T. b. megalolophus – Malawi och norra Moçambique söderut till östra Zimbabwe och nordöstra Sydafrika (östra KwaZulu-Natal)